# 松山正治
松山 正治（まつやま まさじ、1938年（昭和13年）2月22日 - ）は、日本の政治家、教諭。元京都府福知山市長（2期）。旭日小綬章。

## 来歴
1960年（昭和35年）3月、東京農業大学農学部農学科卒業。1962年（昭和37年）4月、京都府中学校教員に採用。1964年（昭和39年）4月、京都府高等学校教員に採用。
1989年（平成元年）4月、京都府立水産高等学校（現京都府立海洋高等学校）校長に就任。1995年（平成7年）4月、京都府教育庁教育次長に就任。1997年（平成9年）4月、京都府庁を退職すると共に財団法人京都府少年教育振興会理事長と京都府立るり渓少年自然の家所長に就任。2003年（平成15年）3月、退職。

## 福知山市長選挙
2004年（平成16年）
落選。5月18日、中村稔市長が健康上の理由により退職届を提出。6月20日に行われた市長選の候補者は松山を含めて3名。新人で自民党・民主党・公明党推薦の高日音彦が当選した。投票率は55.55％。
2008年（平成20年）
当選。6月15日に行われた市長選は、松山、自民党・公明党推薦、民主党支持の現職の高日、日本共産党新人の大槻公一の三者の戦いとなったが、現職を420票差でかわし初当選を果たした（松山：15,907票、高日：15,487票、大槻：6,259票）。投票率は56.11％だった。
2012年（平成24年）
当選。6月10日に行われた市長選は、松山、市議で福知山維新の会代表の荒川浩司、日本共産党中丹地区委員長の杉本玄太郎、会社役員で福知山新生の会副代表幹事長の衣川元嗣の4人が立候補した。松山が他の3人を下し、再選（松山：17,826票、荒川：12,497票、杉本：3,428票、衣川：1,019票）。投票率は54.72％。
2016年（平成28年）
落選。6月13日に行われた市長選には、松山と元京都府議の大橋一夫が立候補し、約9,500票差で敗れた。投票率は53.66％。
2017年 春の叙勲で地方自治功労により旭日小綬章を受章。